# Romové
Romové jsou etnikum, jehož kořeny sahají do středověké Indie ke kastě nedotknutelných. Do češtiny byl výraz přejat v 90. letech 20. století. V mnoha jazycích je pro toto etnikum též užíván výraz odpovídající českému Cikáni. Studiem Romů se zabývá romistika.
Romské etnikum je nejpočetnější v Evropě a v Americe. V Evropě se toto etnikum nachází zejména na jihovýchodě. Populace Romů v Evropě se odhaduje na 4 až 9 milionů, ale některé romské organizace odhadují až 14 milionů.
Romové přišli do Evropy z Blízkého východu ve 14. století. Buď se oddělili od etnika Domů, nebo s nimi alespoň sdílejí společnou historii; předkové Romů i Domů odešli ze severní Indie někdy mezi 6. a 11. stoletím.
Romský jazyk, který je rozdělen na několik dialektů, měl v roce 2013 podle publikace Ethnologue kolem 3 milionů mluvčích. Mnoho Romů za svůj mateřský jazyk považuje jazyk země, ve které žijí. Část Romů mluví takzvanou pararomštinou, která je kombinací romštiny a jazyka dané země.

## Pojmenování
Existuje bezbřehý a nepřehledný počet názvů, kterými lze Romy označovat. Je poplatný systému kast a podkast, zděděnému z indické kultury, a územnímu pohybu Romů po Evropě, Asii, Austrálii a Americe. Dva základní typy názvů jsou endonyma a exonyma.

### Endonyma

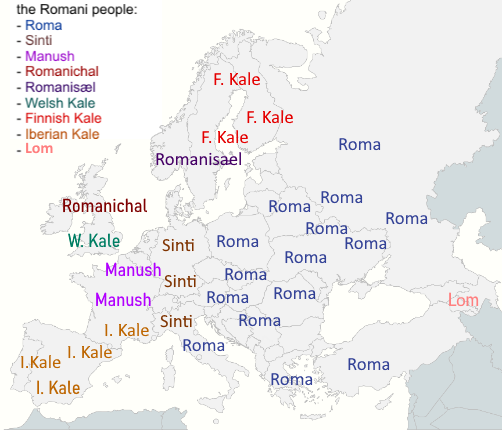
Rozložení endonym Romů v Evropě

Základní a zastřešující endonymum je „Rom“. Všechny evropské dialekty Romštiny obsahují slovo „rom“ (pl. „roma“, adj. „romani“), znamenající „muž“ nebo „manžel“ („romni“ znamená „žena“ či „manželka“). Toto endonymum vzniklo modifikací indického kastovního označení „dom“.
- Velikost kola vyjadřuje absolutní velikost romské populace
- Odstín vyjadřuje procentuální zastoupení v populaci dané země:
0 %                                10 %

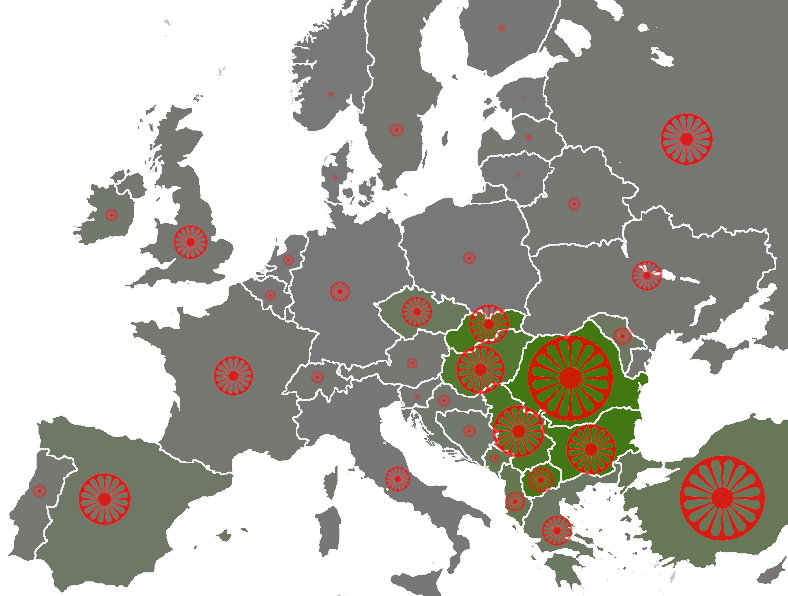
Rozložení romských menšin v Evropě, data z průměrných odhadů rady Evropy (celkem 9,8 milionů)

V roce 1971 proběhl historicky první Mezinárodní romský sjezd (World Romani Congress), kde se Romové ze 14 zemí (včetně ČSSR) dohodli na používání slova Romové. Od té doby se datuje romský požadavek, aby byl tento název majoritou respektován.
Ačkoliv ne všechny skupiny Romů označují sami sebe „Rom“, ke společnému původu se hlásí všichni, hlavně jde-li o dichotomii Rom-gádžo (nerom).
Ke skupinám používající jiná endonyma patří:
- Sintové, žijící převážně v Německu.[26][27] Sintové o sobě nemluví jako o Romech, ale svůj jazyk označují „romanes“ („mluvit romsky“).[27]
- Manušové, zastoupeni převážně ve Francii.[26][28] Manušové jsou podskupinou Sintů.[28] Výraz „manuš“ znamená v sanskrtu, novoindických jazycích a romštině „člověk“, „manuša“ znamená „lidé“.[28][29]
- Calé (či Kale), žijící ve Španělsku a Portugalsku[26][30] Kale znamená v romštině „černý“.[30] Pro svůj jazyk používají slovo „kale“ a jedná se o pararomštinu.[31]
- Kalé, žijící ve Finsku;[26][32] stejné endonymum se španělskými Calé pravděpodobně vzniklo náhodně.[33]
- Kalé, žijící ve Walesu, původem ze Španělska[34]
- Romanichalové (čteno „Romaničelové“), žijící převážně ve Spojeném království.[26][35]

Výše uvedené skupiny se dělí do ještě menších podskupin a rodů; například Olašští Romové představují asi 10 % romské populace v Česku a nadále se dělí na Lováry (původně konští handlíři) a Kalderaše (původně výrobci kotlů).
Všechny uvedené skupiny si ale v rámci základní dichotomie vůči neromům (gádžům) říkají Romové.
V Kosovu žije též národní skupina Aškalijů, kteří se sami někdy řadí k Albáncům, někdy k Romům, ale také se snaží mít vlastní národnostní identitu.

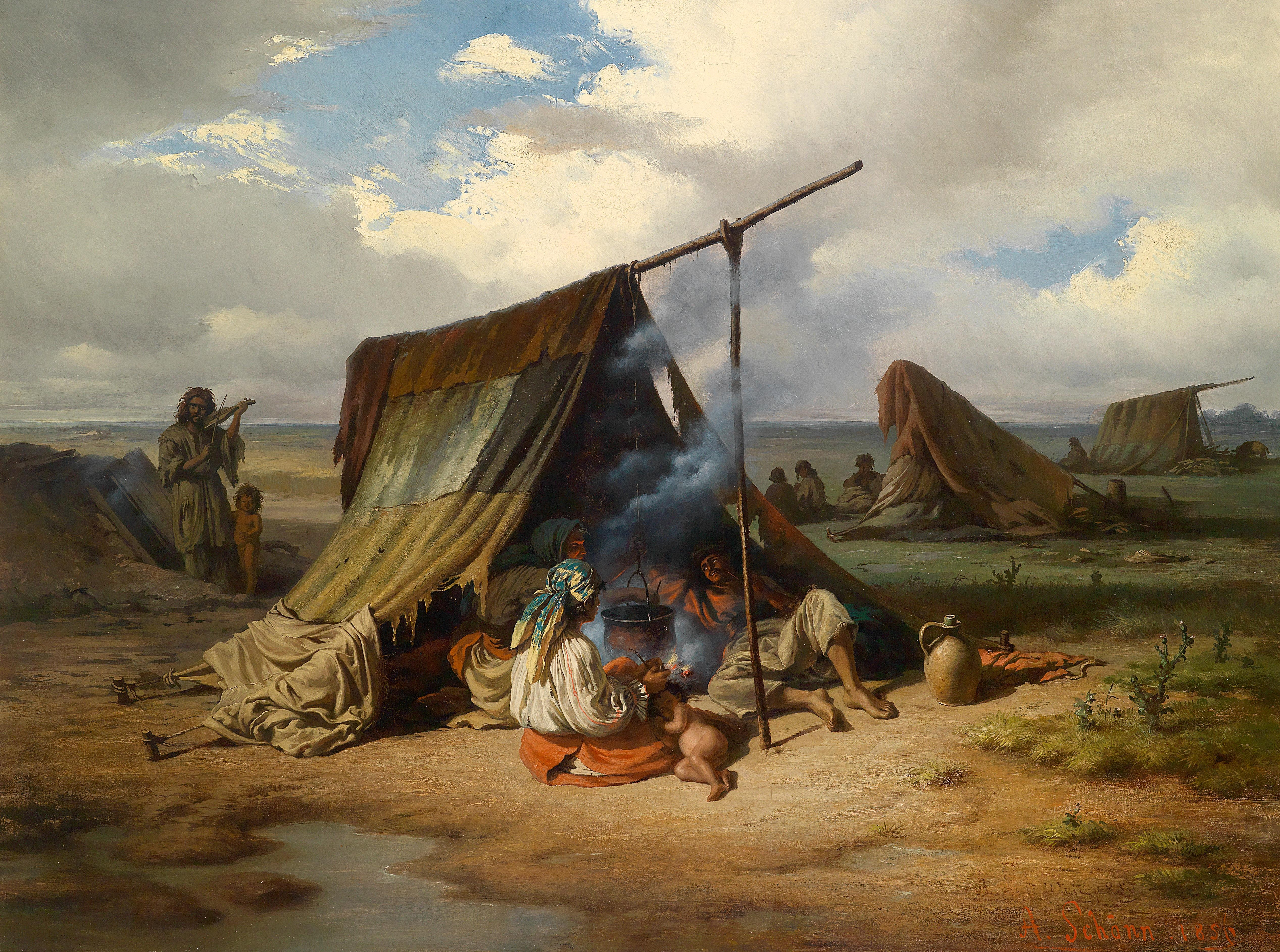
Tábor romských nomádů v 19. století

Národní skupina Jeniše, často mylně zařazovaná do skupiny Romů, má s cikánským obyvatelstvem mnoho společných historických a sociologických stránek, jedná se však o samostatnou národní skupinu - která je ovšem jako taková úředně uznána jen ve Švýcarsku.
V ČSSR se název „Rom“ začalo používat na půdě Svazu Cikánů-Romů, který existoval mezi lety 1969–1973 díky společenskému uvolnění během pražského jara; během normalizace byl svaz opět zrušen a endonymum Rom vystřídáno „občanem cikánského původu“.

### Exonyma
V Česku běžné označení „Cikán“ pochází z řeckého slova „athinganoi“ z 8. století, které označovalo buď separátní heretickou sektu, nebo přímo samotné Romy.
S termínem „Cikáni“ se Romové beze zbytku neztotožnili nikdy. V roce 1990 v Československé televizi tehdejší předseda Romské občanské iniciativy (ROI) JUDr. Emil Ščuka prohlásil: „Cikáni je označení deklasované sociální skupiny, Romové je označení národa.“

## Dějiny

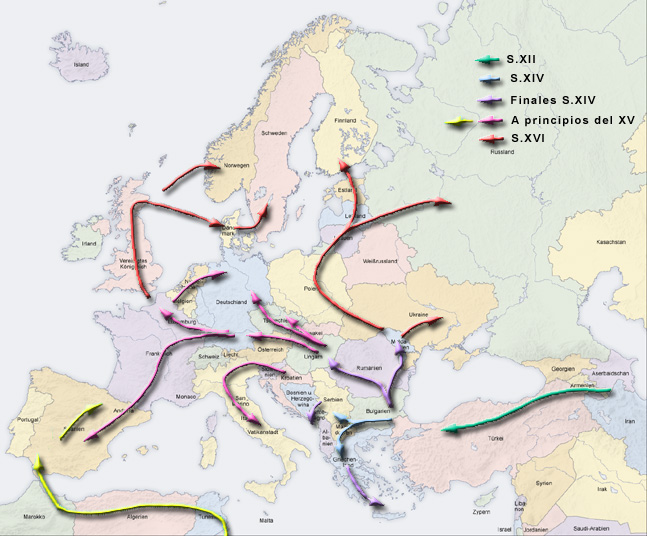
Migrace Romů do Evropy

### Původ a počátek kočování
Dlouhou dobu se vycházelo z toho, že romština se vyvinula ze sanskrtu (oba jazyky patří k indické skupině indoevropských jazyků). Pomocí srovnávací lingvistiky se dnes však dospělo k názoru, že jazyk Romů pochází z jednoho severozápadního dialektu staré hindštiny. Za vlast Romů se tedy v každém případě považuje Indie. Důvod jejich odchodu z Indie je nejistý (mohlo jít o hladomor, války, invaze, pronikající islám nebo nízký sociální status tzv. nedotknutelných, nacházejících se mimo kastovní zřízení, původně zvané varnášrama). Podle legendy se jisté skupině Romů dostalo pozvání od perského panovníka, který potřeboval hudebníky k obveselení svých poddaných. Postupně se dostali do Evropy, nejdřív na Balkán (12. století), kde získali označení Cikáni podle řeckého Athiganoi (maloasijská sekta, zabývající se věštěním).

### Kočující Romové ve středověké Evropě
Romům, Sintiům a vůbec všem osobám kočujícím po středověké Evropě, náleželo jedno společné označení – cikáni. Kočovníkům, kteří přišli do Evropy z oblasti Indie (Romové a Sintiové), se někdy říkalo také Tataři, pohani nebo Egypťani (odtud výraz gypsies, označení je odvozeno od Malého Egypta v Byzanci). Počátkem 15. st. se objevují ve střední Evropě, kolem roku 1420 ve Francii a Itálii, 1425 ve Španělsku a počátkem 16. st. na britských ostrovech a ve Skandinávii. Zpočátku jsou Cikáni v Evropě bez problémů přijímáni a často získávají od panovníků ochranné listy, jelikož jsou považováni za poutníky.:s.131 Na jednotlivých územích tak dostávají průvodní listy, za které odvádějí poplatek za ochranu. Jejich způsob života je však natolik odlišný od života usedlého obyvatelstva, že záhy dochází k prvním sporům mezi kočovníky a starousedlíky. Jedno z prvních a nepříliš lichotivých líčení Cikánů na území Německa pochází už z roku 1417 od dominikánského mnicha Hermanna Kornera, který ve svém díle Chronicon píše: „byli velmi ošklivého vzhledu, černí jako Tataři. Putovali v kolonách kolem, nocovali za městem na polích, protože se velmi oddávali zlodějství a báli se, že by je ve městech napadli.“:s.132 Stejně nelichotivě se vyjadřuje i Etienne Pasquier, který podobně okomentoval příchod Cikánů do Paříže v roce 1427.:s.132

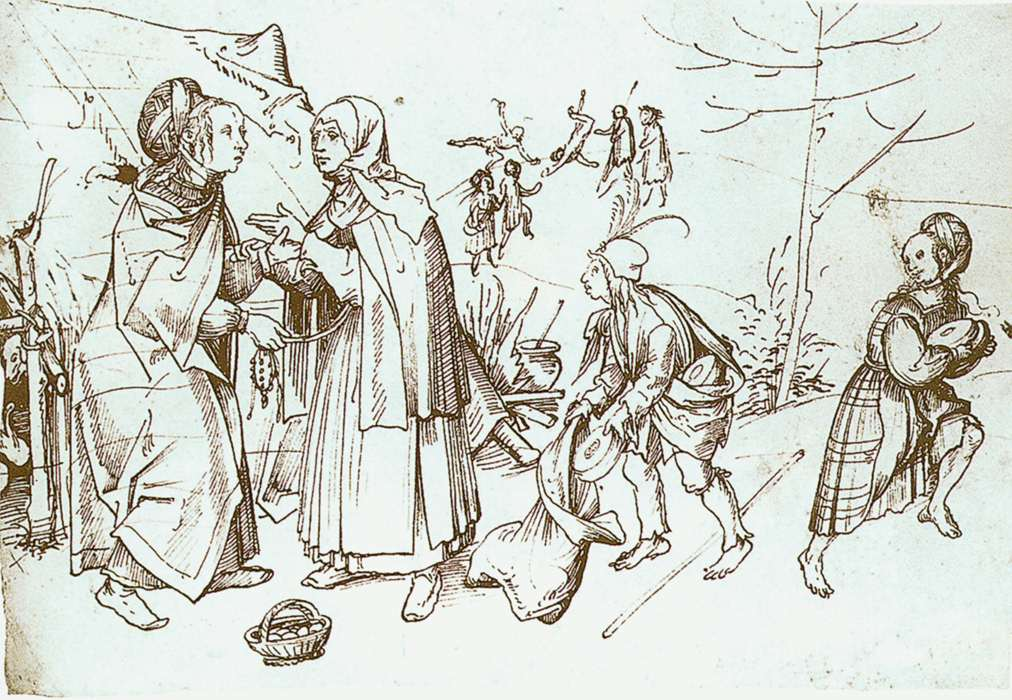
Romové v Německu kolem roku 1510

Postupem času se v celé středověké Evropě ustálil v písemných záznamech neměnný topos kočovných Cikánů: Cikáni jsou oškliví, oddávají se nicnedělání, žijí z krádeží, táboří na polích, jsou to vyzvědači Turků a Tatarů, žebrají, předpovídají budoucnost, ovládají magii, nemají žádné náboženství, nemají vlast.:s.133 Cikáni tak byli v Evropě stále více vnímáni jako cizí, nebezpeční a nepočestní, což vedlo k tomu, že se maximálně distancovali od usedlých obyvatel. Od konce 15. století byla ve stále více zemích proti nim vydávána nařízení. Cikáni byli vykázáni roku 1493 z Milána, z Lindau a Freiburgu v letech 1497 a 1498, Španělsko roku 1499 kočovníky vyzvalo, aby se buď usadili nebo do 60 dnů zemi opustili, Francie je vykázala roku 1510, Portugalsko 1526, Anglie 1530, Dánsko 1536, Švédsko ve 40. létech 16. st., Kolín nad Rýnem povolil pobyt jen Cikánům počestným a netrestaným.:s.132 Pronásledování Cikánů ve střední Evropě navázalo na předchozí pronásledování čarodějnic. Vyvraždění údajných čarodějnic mělo zamezit používání kouzel a magie, zatímco vyhubení vlků a Cikánů bylo chápáno jako krocení a přemáhání přírody. Vlci a Cikáni byli navíc považováni za hospodářské škůdce.:s.141
V Českých zemích se drastickou perzekucí Cikánů vyznačují zejména vlády Leopolda I. a Karla VI.

### Kočující Romové v novověké Evropě

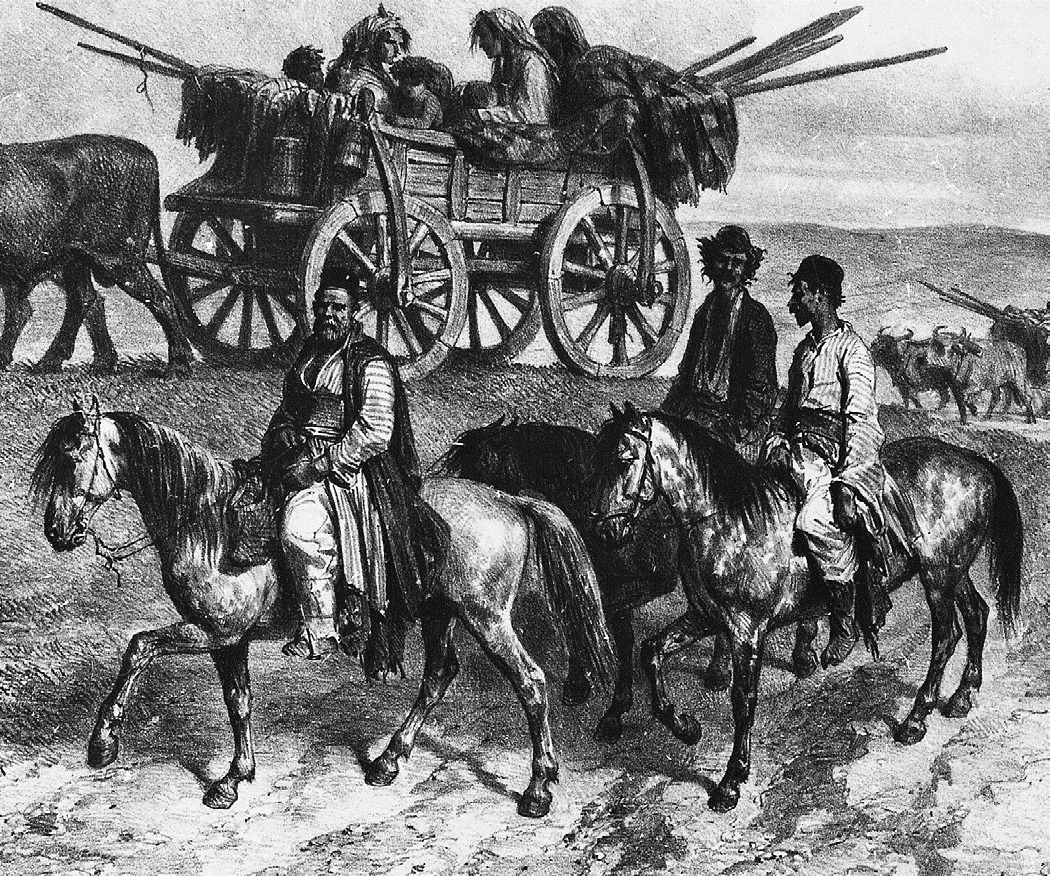
Romští kočovníci v Moldávii

V raném novověku byli kočující Cikáni většinovou společností vnímáni jako protipól pevného pořádku a nařízení proti nim se stále zostřovala (v 17. a 18. st. se např. na některých místech v  Německu nařizovalo každého Cikána zatknout a popravit, aniž by mu byl prokázán nějaký trestný čin:s.143). V 18. st. také často docházelo k násilnému odebírání cikánských dětí, jejich pokřtění a převýchově.:s.145 Pronásledováno a pokutováno bylo také usedlé obyvatelstvo, které občas poskytovalo kočovníkům přístřeší a nocleh. Cikáni byli stále více zaháněni do ilegality a upadali nadále do bludného kruhu chudoby, izolace a kriminalizace. Byli nuceni se po Evropě promyšleně pohybovat na hranicích teritoriálních území a při pronásledování v jednom státě prchat rychle na území jiného monarchy, kde byli zase chvíli v bezpečí. Pokud byli zadrženi, hrozila jim ve většině států Evropy poprava nebo káznice, kam byli odsuzováni na nucené práce (např. v roce 1794 bylo ve Španělsku při jedné razii zadrženo zhruba 9 000 až 12 000 Cikánů, kteří byli nasazeni na nucené práce v námořním arzenálu:s.145). Byly také činěny většinou neúspěšné pokusy o integraci kočujícího obyvatelstva a jejich usazení na jednom místě. Wittgensteinský hrabě takovou nabídku učinil Cikánům v roce 1726, za podmínky, že „od nynějška přijmou křesťanskou důstojnost a občanské chování, odloží cikánské způsoby, docela se zřeknou veškerého muzicírování, potulky, žebroty a krádeží, jakož i všeho obcování s jinými Cikány a podobnou verbeží.":s.145 Dobré podmínky pro život Cikáni nalezli také v malých hesenských hrabstvích, kde byli trpěni a dokonce se tu mohli usazovat. Podobně příznivá situace byla rovněž např. na některých místech ve Šlesvicku-Holštýnsku a u Lübecku. Kočovníci, kteří se integrovali a usadili, se často živili podomním obchodem, obchodováním s koňmi, košíkářstvím, kovářstvím nebo provozováním hudby. V českých zemích se snahami o jejich asimilaci vyznačovaly vlády Marie Terezie a Josefa II.

### Romantismus a 19. století

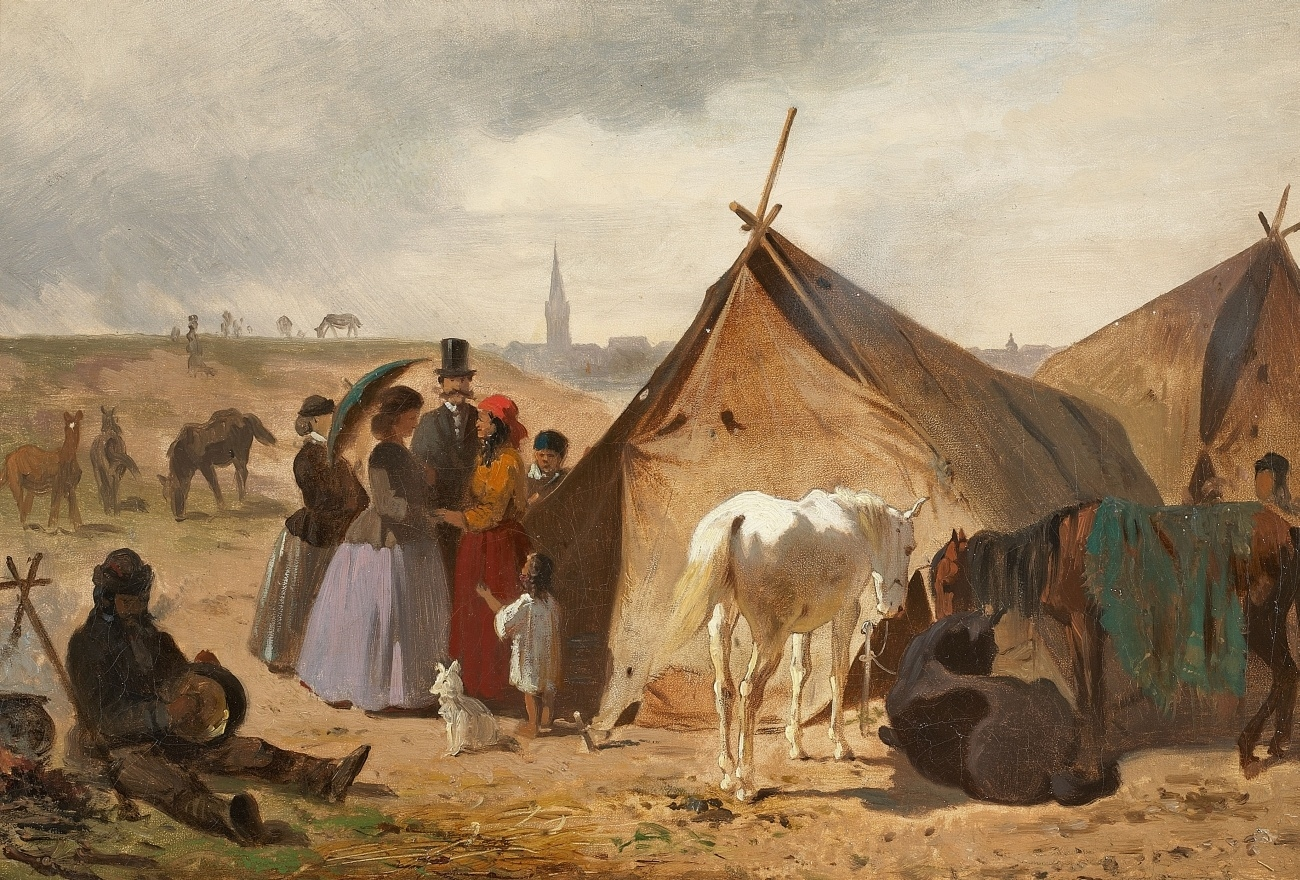
Cikánský tábor poblíž Düsseldorfu v Německu

Koncem 18. st. se začíná pohled na Cikány měnit a jejich nespoutaná existence je romantickými básníky považována za opak stísněných poměrů panujících v usedlé společnosti. Romantici si však těžký a nebezpečný život kočujících Cikánů značně idealizovali. Cikáni se v pojetí umělců stávají symbolem svobody a jsou líčeni jako krásní lidé. Životní styl kočujících obyvatel, který v raném novověku působil tajemně a nebezpečně, koncem 18. st. okouzluje. V povědomí většiny obyvatel ale nadále přetrvává strach z Cikánů, tradovaný v pověstech a brakové literatuře. Pronásledování Cikánů se postupně zmírňuje, ale stále se jedná o osoby žijící na okraji společnosti. Oplocování a scelování pozemků v 19. st. je připravilo o tradiční tábořiště a nemožnost zapojit se do průmyslového pracovního procesu prohloubila ještě více jejich sociální úpadek.:s.159 Proces násilného „civilizování“ Cikánů probíhal ještě celé 19. st. a znamenal postupnou likvidaci jejich tradičního životního stylu.

### Dějiny Romů ve 20. století
20. století přineslo genocidu během druhé světové války (naprostá většina Romů z protektorátu zahynula v koncentračních táborech), komunistických snah o asimilaci (zákaz kočování v roce 1959, snaha o rovnoměrný rozptyl po území Československa), sterilizace žen v nemocnicích bez jejich vědomí, potlačování romského jazyka (tresty za používání romštiny na základních školách[zdroj⁠?!]) a kultury. Většina romských dětí byla zařazována do zvláštních škol. Na konci 20. století sílí snahy o společenskou a politickou emancipaci, vznikají romské kulturní a vzdělávací spolky, politické strany, organizují se celosvětové sjezdy jako např. zmíněný 1. světový romský sjezd v roce 1971 v Londýně. Současně dochází k emigraci Romů z východní Evropy zejména do Británie, Kanady a USA. Kanada proto znovu zavedla víza pro občany České republiky.

## Romská komunita v Česku
Romové jsou v České republice etnickou minoritou. V Praze sídlí Mezinárodní romská unie, organizace zasazující se o práva Romů.
K romské národnostní menšině se při sčítání lidu 2001 přihlásilo celkem 11 746 osob. Počet příslušníků tohoto etnika je však odhadován až na 300 000 osob (Liégois 1994). Do střední Evropy a na území dnešní České republiky Romové přicházeli asi od konce 14. století. V současnosti zde žije několik větví romského národa. Nevýznamnější a nejpočetnější skupinou jsou „Slovenští Romové“ (zvaní Rumungři), kteří na území Čech a Moravy přišli po druhé světové válce, během níž byla většina původních Českých Romů vyhlazena. Další významnou větví Romského národa jsou olašští Romové.
Romové v ČR patří mezi skupiny zranitelné sociálním vyloučením se všemi negativními důsledky tohoto jevu, jakými jsou:
- nízká úroveň dosaženého vzdělání, 30 % romských dětí končí podle odhadů aktivistů v praktických školách,[49]
- následná dlouhodobá nezaměstnanost, až 57 % Romů v produktivním věku bylo v roce 2009 nezaměstnaných,[50]
- kriminalita[51] a ničení domů a bytů,[52] podle odhadů v roce 1991 získávalo prostředky k obživě nelegálně 20-30 % ekonomicky aktivní romské populace.[53][54]

Souvisí s tím i postoje majoritní části občanů České republiky, v nichž se objevují protiromské nálady ústící také v tzv. protiromské pochody. V médiích bývají Romové zahrnováni mezi nepřizpůsobivé občany.

## Protiromské nálady
Podle průzkumu analytického střediska Pew Research Center z roku 2016 zaujímá vůči Romům negativní postoj 82 % Italů, 67 % Řeků, 64 % Maďarů, 61 % Francouzů, 49 % Španělů, 47 % Poláků, 45 % Britů, 42 % Švédů, 40 % Němců, a 37 % Nizozemců.
V roce 2018 bylo na Ukrajině spácháno krajně pravicovými extremisty a nacionalisty několik desítek útoků proti romské menšině.

## Společnost a kultura

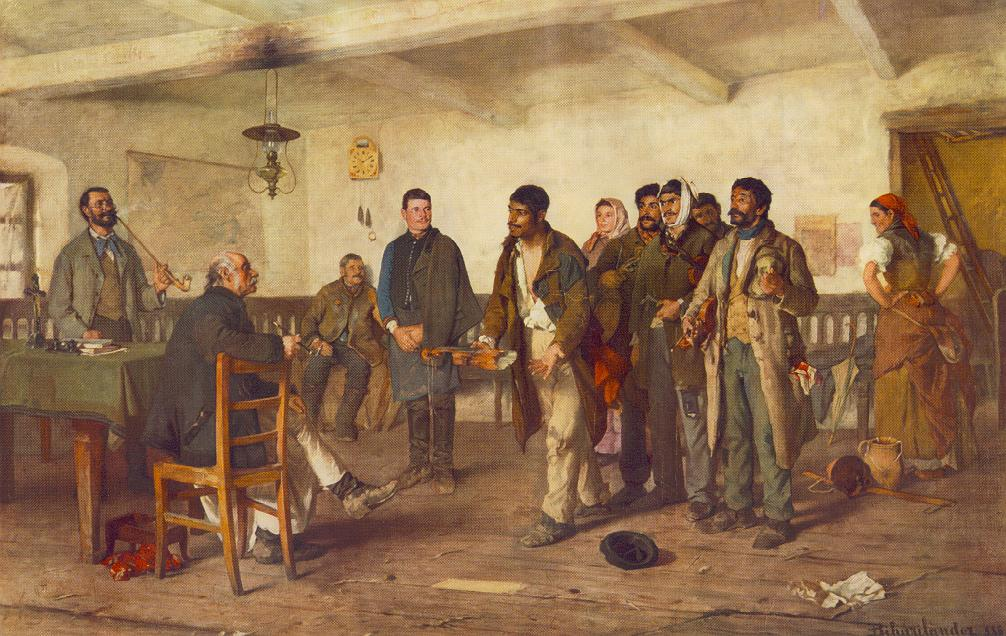
Romští muzikanti v Maďarsku okolo roku 1886

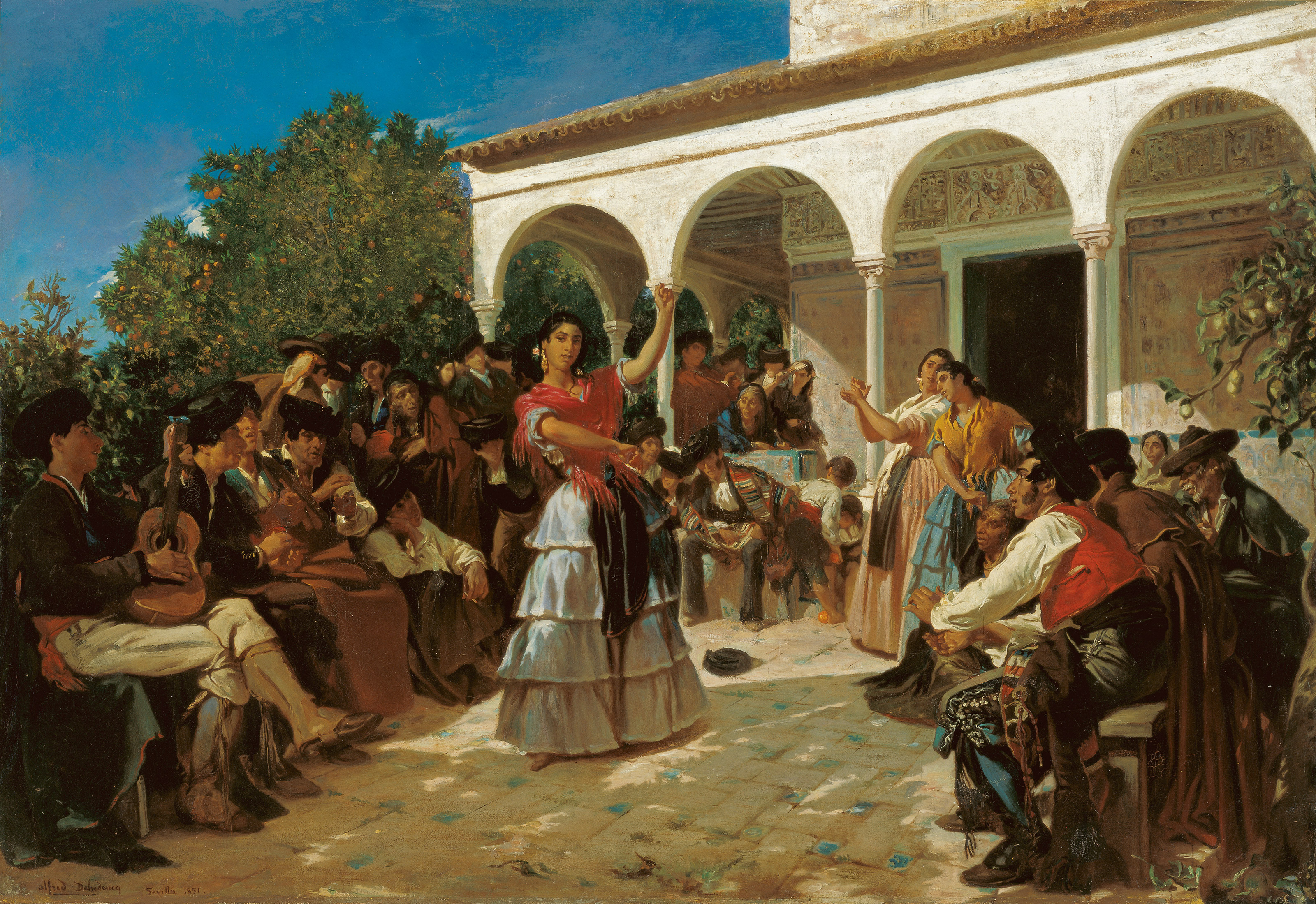
Španělští gitanos tančí flamenco

Základem rómské společnosti je rodina, kde panuje velká soudržnost. Rodinou jsou pro Romy lidé, v daleko menší míře obydlí. Tradičně se představitel určitého seskupení Romů, který požívá velkou autoritu, nazývá vajda (maďarsky „vévoda“, „kníže“; maďarština slovo zase přejala ze slovanských jazyků). Mezi tradiční romská povolání patřily hudba, kovářství, košíkářství, čištění peří, broušení nožů, věštectví, apod.

### Jazyk
Romština, jazyk Romů, patří do indické skupiny indoárijských jazyků. Dělí se na 3 hlavní skupiny:
- evropská romština (muž = rom)
- domština (muž = dom, oblast dnešního Íránu)
- lomaverština (muž = lom, oblast Arménie)

Má nesčetné dialekty (jen v Evropě je jich kolem šedesáti, mnohdy jsou srozumitelné, vyskytují se však i dialekty, které jsou navzájem nesrozumitelné – záleží na procentu přejatých slov).

### Národní symboly
Romská vlajka se skládá z modrého pruhu v horní polovině, zeleného pruhu v polovině dolní a z červené čakry s 16 paprsky umístěné uprostřed. Čakra, která je také na vlajce Indie, odkazuje na indický původ romského národa. Zelený a modrý pruh symbolizují život věčných poutníků po zelené zemi pod blankytnou oblohou.
Tato vlajka byla přijata na 1. Mezinárodním sjezdu IRU v Londýně v roce 1971.
Všeobecně se za romskou hymnu považuje romská píseň Gejľem, gejľem známá též pod názvy Geľem, Geľem; Djelem, Djelem; Opre Roma; Romale, čhavale atd. Za romskou hymnu byla prohlášena v roce 1971 na 1. Mezinárodním sjezdu IRU.

### Tradiční příjmení
Mezi typická příjmení českých olašských Romů patří například Horváth, Oláh, Balog a Lakatoš, Romové ze Slovenska mají zase často příjmení Demeter, Sivák atd. Častá jsou také příjmení Žiga a Németh.
Typická příjmení českých Romů do druhé světové války:
- převážně kočovní čeští Romové – příjmení Růžička, Vrba, Janeček, Procházka, Charvát, Petržilka atd.
- převážně usedlí moravští Romové – příjmení Daniel, Ištván, Herák, Holomek, Malík, Murka atd.
- německy hovořící Romové v pohraničních oblastech – příjmení Bamberger, Richter, Klimt, Lagryn atd.

Rovněž některá jména jsou v romské populaci častější než u etnických Čechů (např. Erika, Koloman, Etela, Gizela, Eržika, Sandra, Gejza, Imrich), nicméně tento jev není tak výrazný jako v případě příjmení; většina Romů v České republice však má obdobná jména jako ostatní obyvatelstvo. Vzhledem k tomu, že většina českých Romů pochází původem ze Slovenska, mají také častěji jména, která jsou v České republice výjimečná, avšak na Slovensku a v Maďarsku celkem běžná (např. Zoltán, Tibor, Margita, Elemír, Dezider, Marika, Attila nebo Aladár).

### Náboženství

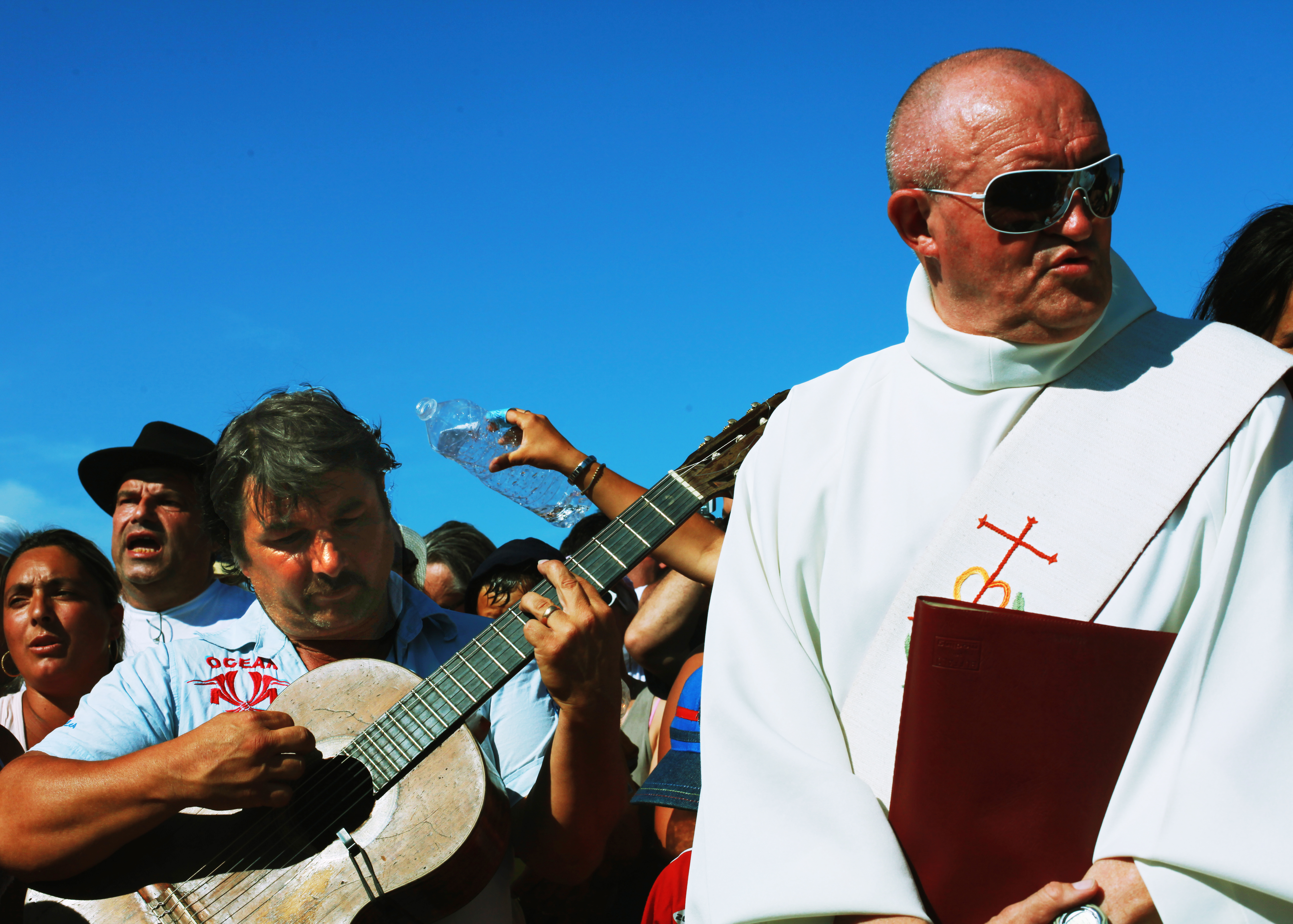
Každoroční romská pouť ke sv. Sáře v jihofrancouzském Saintes-Maries-de-la-Mer

Romové se přizpůsobili náboženství místního obyvatelstva. Část Romů na Balkáně a na Blízkém východě se hlásí k islámu, ve zbytku Evropy přijali Romové křesťanství. V Česku jsou většinou formální katolíci. Jejich patronkou je Černá Sára. Od počátku devadesátých let v Česku přibývá romských členů protestantských církví. Náboženské představy Romů stejně jako zvyky a rituály s nimi spojené se liší podle jednotlivých kmenů a podle krajin, ve kterých žijí. V Česku v některých rodinách zvláště ve větších městech romské tradice mizí, nejdéle se uchovávají tradice spojené se smrtí a narozením. Původem slovenští Romové mají velký respekt z duchů zemřelých, mulů. Mnoho z nich uvádí, že se s nimi alespoň jednou v životě setkali. Z těchto setkání mívají strach. Mulové se jim mohou zjevovat, po případě je varovat před hrozícím nebezpečím. Část slovenských Romů má také obavy z guny daj, zřejmě obdoby slovanské polednice. Ta může uhranout jejich nově narozené dítě, pokud jej nechají o samotě a není pokřtěno. Guny daj lze zahnat magickými praktikami, které se liší podle jednotlivých rodin. Někteří věří i v existenci čarodějnic (strig). Hovořit o strigách a setkání s nimi je zřejmě tabu.

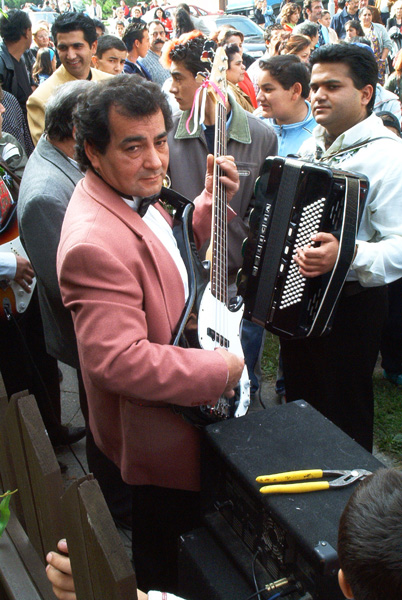
Romští muzikanti v Brně

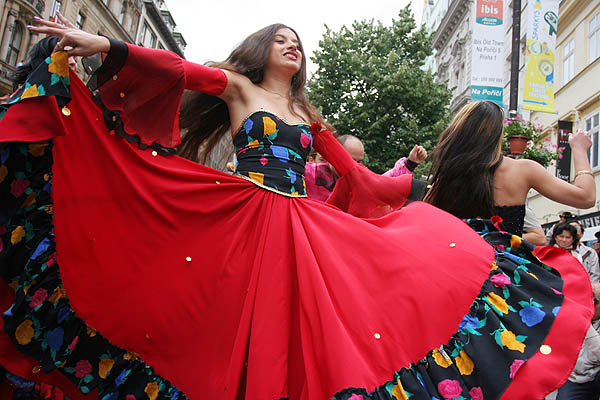
Festival Khamoro Roma v Praze v roce 2007

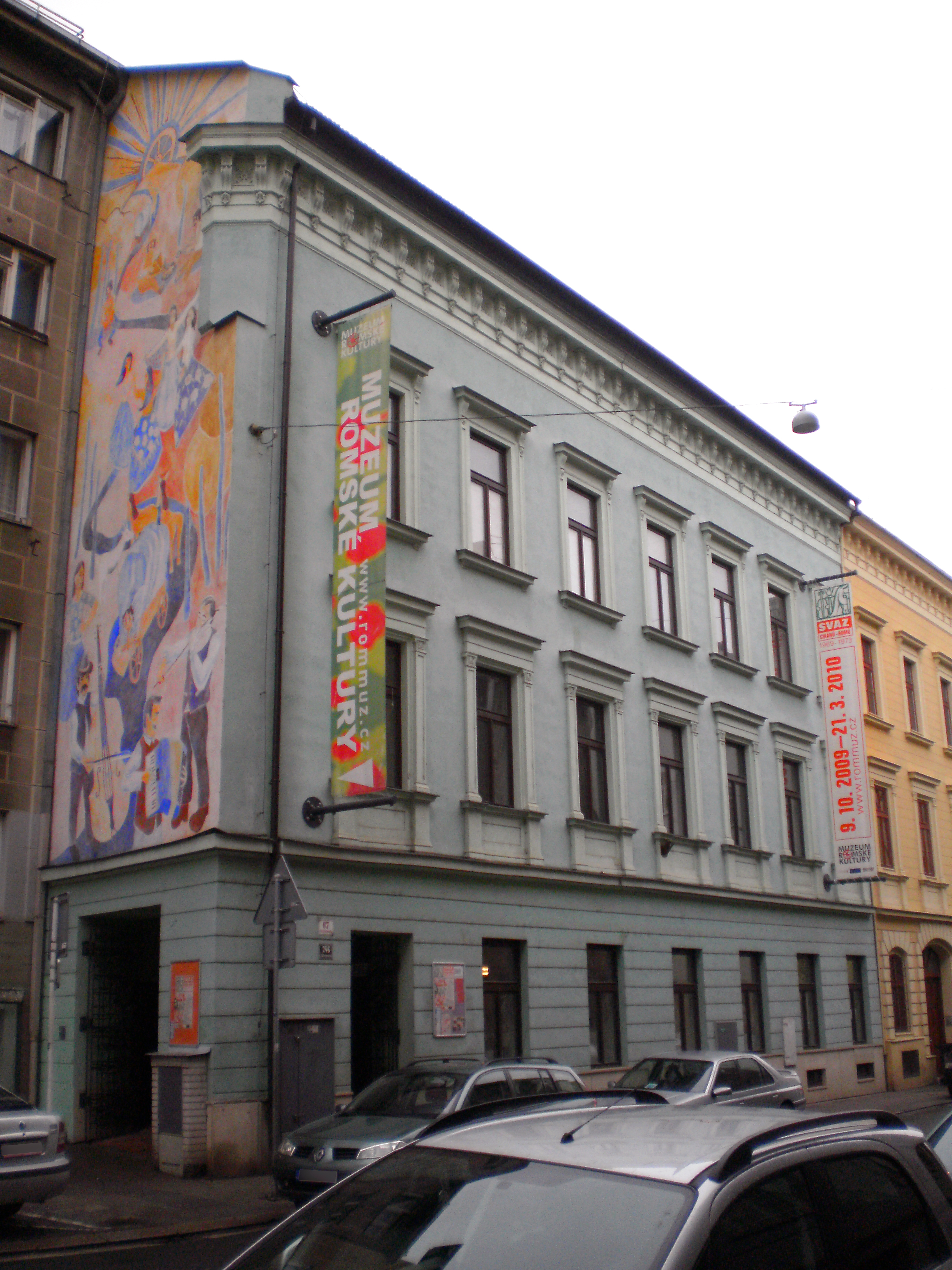
Muzeum romské kultury v Brně